# Walgreen-Küste
Koordinaten: 76° S, 107° W
Die Walgreen-Küste ist ein Küstenabschnitt im Osten des westantarktischen Marie-Byrd-Lands. Er liegt zwischen dem Kap Herlacher und dem Kap Waite und grenzt damit direkt an die östlich gelegene Eights-Küste, die bereits zum Ellsworthland gerechnet wird. Im Westen schließt sich die Bakutis-Küste an.
Entdeckt wurde die Küste vom US-amerikanischen Polarforscher Richard Evelyn Byrd bei der United States Antarctic Service Expedition (1939–1941) im Februar 1940. Byrd benannte sie nach dem US-amerikanischen Unternehmer Charles Rudolph Walgreen (1873–1939), Gründer der Apothekenkette Walgreens und Sponsor der Forschungsreise. Der United States Geological Survey kartierte sie detailliert anhand eigener Vermessungen und Luftaufnahmen, die die United States Navy zwischen 1959 und 1966 angefertigt hatte.